# علي بن محمد بن عبد الوهاب
علي بن محمد بن عبد الوهاب (ت : 1245 هـ,1829) عالم دين سعودي، اسمه علي ابن الشيخ محمد بن عبد الوهاب التميمي، ولد في الدرعية ونشأ فيها ولما كبر شرع في طلب العلم وكانت حلقات والده عامرة بالعلم، فأخذ يقرأ عليه ويستفيد من قراءة غيرة حتى أدرك قدرا وافرا من تحصيل العلم في التوحيد والتفسير والحديث والفقه وعلوم اللغة العربية.

## نسبه
الشيخ علي من أسرة آل الشيخ المشهورة وهم من آل مشرف عشيرة من المعاضيد من فخذ آل زاخر الذين هم بطن من الوهبة من بني حنظلة من قبيلة بني تميم.

## حياته العملية
كان على أكبر أبناء الشيخ محمد بن عبد الوهاب، وكان كثيرا ما يحضر المغازي مع آل سعود ويكون هو إمام الجيش ومرشده، ولما اشتد الحصار من إبراهيم باشا على الدرعية خرج إليه من أعيان المدينة عبد الله بن عبد العزيز بن محمد بن سعود والشيخ علي بن محمد بن عبد الوهاب ومحمد بن مشاري بن محمر، فأرادوا منه أن يصالحهم على البلد كلها فأبى أن يصالحهم إلا على أهل السهل أو يحضر عبد الله بن سعود فانفصل الصلح بينهم على أهل السهل على دمائهم وأموالهم وما احتوت عليه بلدهم، ولما تم الصلح العام مع الباشا ونقل آل سعود وآل الشيخ إلى مصر، كان علي من المنقولين فأقام في القاهرة حتى توفي أسيراً.

## رأي ابن بشر
قال المؤرخ ابن بشر في كتابه عنوان المجد: «وأما على بن الشيخ فكان عالماً جليلاً ورعاً كثير الخوف من الله وكان يضرب به المثل في الدرعية في الورع والديانة وله معرفة بالفقه والتفسير وغير ذلك وأرادوه على قضاء الدرعية فامتنع منه وأبناؤه صغار، ماتوا قبل التحصيل إلا محمد فإنه طالب علم وله معرفة».

## وفاته
بعد أن نقل علي بن محمد بن عبد الوهاب إلى مصر ظل مقيما في القاهرة حتى توفي فيها عام 1245 هـ الموافق 1829.